# Юдинки (Московская область)

Юдинки — деревня в в городе областного подчинения Можайск с административной территорией Московской области России.

## География
Деревня расположена в южной части района, примерно в 15 км к юго-западу от Можайска, на левом берегу реки Карженка (левый приток Протвы), высота центра над уровнем моря 220 м.
Ближайшие населённые пункты — Алексеенки на востоке и Знаменка на западе.

## История
До 2006 года Юдинки входили в состав Ямского сельского округа, до 8 февраля 2018 года — в составе Сельского поселения Борисовское. Численность постоянного населения по Всероссийской переписи 2010 года — 1 человек.

## Население
| 2002 | 2006 | 2010 |
| ---- | ---- | ---- |
| 5    | ↘4   | ↘1   |

## Инфраструктура
Личное подсобное хозяйство.

## Транспорт
Автодорога.